# 김진열
김진열(金鎭烈, 1959년 11월 20일 ~ )은 대한민국의 정치인이다. 제43대 군위군수이다.

## 학력
- 대륜고등학교 졸업
- 영남대학교 축산학 학사
- 진주산업대학교 산업대학원 동물생명과학 석사

## 경력
- 군위축산업협동조합 조합장
- 법무부 청소년 범죄예방위원회 군위지구회장
- 대구지방법원 의성지원 조정위원
- (사)목산 한우연구소 부소장
- 민주평화통일자문회의 위원
- 전국 친환경축산조합장협의회장
- 국민의힘 중앙위원회 상임고문
- 2022.07.01 ~ 2023.06.30: 제43대이자 마지막 경상북도 군위군수
- 2023.07.01 ~ : 제43대 대구광역시 군위군수

## 역대 선거 결과
| 실시년도 | 선거      | 대수 | 직책 | 선거구      | 정당     | 득표수  | 득표율          | 순위 | 당락 | 비고           |
| -------- | --------- | ---- | ---- | ----------- | -------- | ------- | --------------- | ---- | ---- | -------------- |
| 2022년   | 지방 선거 | 43대 | 군수 | 경북 군위군 | 국민의힘 | 8,728표 | \| \| 50.31% \| | 1위  |      | 초선, 민선 8기 |
|          | 50.31%    |      |      |             |          |         |                 |      |      |                |

| 전임 김영만 | 제43대 경상북도 군위군수 2022년 7월 1일 ~ 2023년 6월 30일 | 후임 (대구광역시 편입) |

| 전임 (경상북도에서 편입) | 제43대 대구광역시 군위군수 2023년 7월 1일 ~ |  |